# 1697 год в литературе

## Книги
- «Исторический и критический словарь» — энциклопедический словарь французского религиозного мыслителя Пьера Бейля.

- «Сказки матушки Гусыни» — сборник сказок французского поэта и писателя Шарля Перро.

### Пьесы
- «Скорбящая невеста» — трагедия английского драматурга Уильяма Конгрива.

## Родились
- 1 апреля — Антуан Франсуа Прево, французский писатель, автор романа «История кавалера де Гриё и Манон Леско» (ум. 1763).
- 6 июня — Жан-Батист де Ла Кюрн де Сент-Пале, французский историк, филолог, лексикограф (ум. 1781).

- 26 октября — Джон Питер Зенгер, американский журналист, издатель и главный редактор еженедельного журнала «New York Weekly Journal[англ.]» (ум. 1746).

## Умерли
- 1 января — Филиппо Бальдинуччи, итальянский историк искусства и историограф эпоки Барокко (род. 1625).

- 17 июня — Джон Обри, английский писатель, автор занимательных биографий великих англичан (род. 1626).
- 19 сентября — Валентин Альберти, немецкий теолог, профессор и ректор Лейпцигского университета, поэт (род. 1635).